# Kechnec
Kechnec – wieś (obec) na Słowacji położona w kraju koszyckim, w powiecie Koszyce-okolice. Pierwsze wzmianki o miejscowości pochodzą z roku 1220. 
Według danych z dnia 31 grudnia 2012, wieś zamieszkiwało 1155 osób, w tym 574 kobiety i 581 mężczyzn.
W 2001 roku rozkład populacji względem narodowości i przynależności etnicznej wyglądał następująco:
- Słowacy – 83,45%
- Romowie – 0,11%
- Węgrzy – 15,18%

Ze względu na wyznawaną religię struktura mieszkańców kształtowała się w 2001 roku następująco:
- Katolicy rzymscy – 77,17%
- Grekokatolicy – 7,19%
- Ewangelicy – 1,94%
- Prawosławni – 0,11%
- Ateiści – 0,8%
- Nie podano – 2,17%